# Контролінг
Контролінг (контролінг, англ. Controlling) — міжфункціональний напрям  управлінської діяльності, який завдяки цілеспрямованим збору, обробці та альтернативному інтерпретуванню отриманої інформації допомагає у процесі прийняття управлінських рішень, головною метою котрих є досягнення оптимальної узгодженості рівня розвитку та прибутковості підприємства.
Контролінг — система управління процесом досягнення кінцевої мети підприємства та результатів його діяльності через систему управління прибутком підприємства.
Контролінг забезпечує інформаційно-аналітичну підтримку процесів розробки, прийняття та реалізації управлінських рішень для будь-якого суб'єкта господарювання (підприємства, корпорації, органу державної влади).
Основне завдання контролінгу полягає у визначенні для суб'єкта господарювання напряму докладання зусиль персоналом, який гарантуватиме існування його в перспективі. Концепція контролінгу націлює керівництво на формування і досягнення довготермінових цілей, з яких випливають і формуються тактичні, які скоординовано спрямовують роботу всіх співробітників підприємства.

## Загальні засади
У різних країнах, менеджери (контролери), що здійснюють контролінг, можуть мати різний ухил. Так, наприклад у США є сильний фінансовий ухил (бюджетування, керування страховками, керування податковою стороною тощо), а в Німеччині більш розвинене керування витратами і їх планування і т. ін.
Практику контролінгу було запозичено з Великої Британії як частину загальноприйнятої практики бізнесу відповідно до вимог правил «Company Acts», що дійшли до нас із 1700-х років. Сам термін «controlling» зародився в Америці, в 70-ті роки поняття «контролінгу» перекочувало в Західну Європу, а пізніше, на початку 90-х — у СНД. У визначенні термін поєднує 2 складові: контролінг як філософія і контролінг як інструмент: Контролінг — філософія і спосіб мислення керівників, орієнтовані на ефективне використання ресурсів і розвиток підприємства (організації) у довгостроковій перспективі.
Контролінг — орієнтована на досягнення цілей інтегрована система інформаційно-аналітичної й методичної підтримки керівників у процесі планування, контролю, аналізу й прийняття управлінських рішень у всіх функціональних сферах діяльності підприємства.
Контролінг — технологія керування різними напрямами фінансово-господарчої діяльності компанії, що має в собі: визначення цілей діяльності; відбиття цих цілей у системі ефективних і збалансованих показників (KPI); регулярний контроль (вимірювання) фактичних значень показників; аналіз і виявлення причин відхилень фактичних значень показників від планових; прийняття на цій основі управлінських рішень задля мінімізації відхилень.
Цільове завдання контролінгу — побудова на підприємстві ефективної системи розробки, прийняття і реалізації управлінських рішень.
Основні завдання, які потрібно розв'язати:
- Оптимізація керування організаційною структурою компанії.
- Організація ефективної системи обліку операцій і результатів.
- Впровадження систем планування, контролю й аналізу діяльності.
- Забезпечення мотивації персоналу в підвищенні ефективності роботи компанії.
- Автоматизація систем обліку й керування компанією.